# Historium

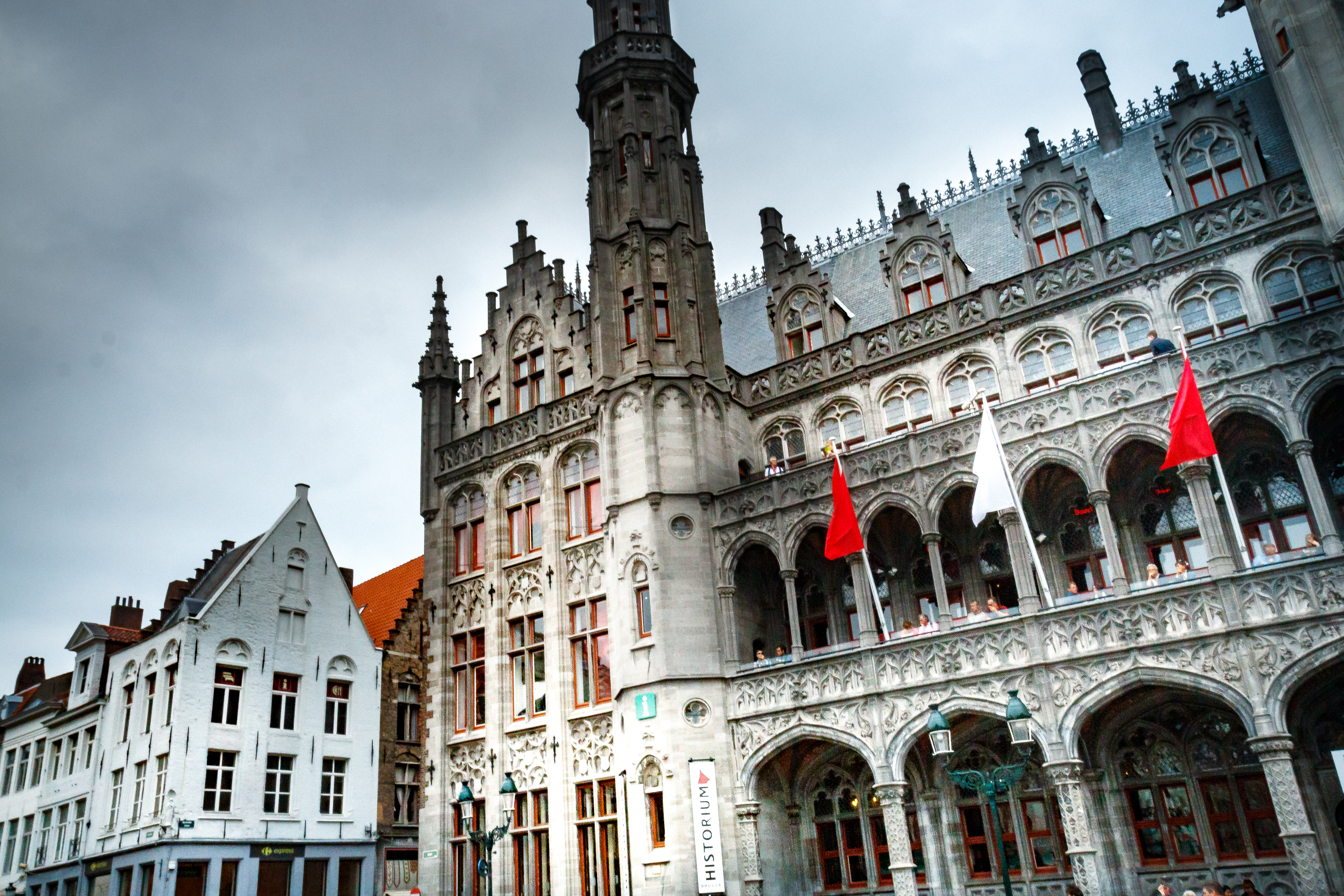
Brugge, Markt: Het Historium

Het Historium is een cultuurhistorische attractie op de Grote Markt van Brugge. Aan de hand van verschillende ervaringen ziet men hoe Brugge bruiste tijden de Gouden Eeuw ten tijde van Jan Van Eyck. Het omvat ook een Duvelcafé met gratis toegang (het Duvelorium), een virtual reality ervaring, een terras met panoramisch uitzicht, een gotische toren en een afdeling van de stedelijke dienst voor toerisme.

## Juridisch
De NV Historium werd opgericht op 17 januari 2006 onder de benaming MOH (Museum of History). Een buitengewone vergadering van aandeelhouders besliste op 10 april 2012 de naam te wijzigen in Historium en de maatschappelijke zetel te verplaatsen naar Markt 1, 8000 Brugge.
De oprichters waren vennootschappen toebehorend aan de families Brackx, Vandamme en Claeys-De Nolf (Roularta). De familie Brackx is thans geen aandeelhouder meer.

## Gebouw
Het was oorspronkelijk de bedoeling het bezoekerscentrum op te richten op de site Oud Sint-Jan, maar een actiegroep verzette zich hiertegen. Daarom werd in 2009 gekozen voor het gebouw op de Markt, dat toen gebruikt werd door de Vlaamse Administratie Wegen en Verkeer, maar binnenkort zou beschikbaar komen door de verhuizing naar het nieuw Vlaams Administratief Centrum aan het station (het Jacob van Maerlantgebouw).
Het gebouw op de hoek van de Markt en de Philipstockstraat, links van het Provinciaal Hof, werd gebouwd in 1910-1914 naar plannen van de Ieperse architect J. Coomans. Het was ontworpen als ambtswoning van de gouverneur, maar is nooit als dusdanig gebruikt geweest.
Het Historium werd officieel geopend op 25 november 2012.

## Concept
Het Historium is een belevingsmuseum. 
In zeven themaruimtes wordt een verhaal verteld door middel van film, decors en speciale effecten. In de tentoonstelling vindt men aanvullende informatie over de Brugse middeleeuwen. 
Er is sinds 2015 een virtual reality ervaring waarin getoond wordt hoe Brugge eruitzag in het jaar 1435. 
Sinds 2019 zijn de 145 trappen van de Gotische toren te beklimmen.
Er werd gerekend op 200.000 bezoekers per jaar. Volgens het management werden in de eerste twaalf maanden 207.000 bezoekers geteld; voor 2014 rekent men op 220.000 bezoekers.